# Joël Labbé
Pour les articles homonymes, voir Labbé.
Joël Labbé, né le 18 octobre 1952 à Saint-Nolff dans le Morbihan, est un homme politique écologiste français.

## Biographie
Joël Labbé est fils d'agriculteurs bretons. Après avoir abandonné ses études à 20 ans, il devient ouvrier agricole une année, puis technicien dans un laboratoire de contrôle alimentaire.
Il s'engage politiquement après la campagne de René Dumont à l’élection présidentielle de 1974. Son ouvrage, L’Utopie et la vie, paru en 2023, est d’ailleurs un hommage au livre du tout premier candidat écologiste à une présidentielle en France, L’Utopie ou la mort !, paru cinquante ans plus tôt.
Il obtient son premier mandat électoral en entrant au conseil municipal de sa commune natale à la suite des élections municipales françaises de 1977. Il devient maire de Saint-Nolff en 1995 puis conseiller général, élu dans le canton d'Elven.
Il est élu sénateur lors des élections sénatoriales de 2011. Il abandonne son mandat de conseiller général à la suite de cette élection. Au Sénat, Joël Labbé est particulièrement investi sur les enjeux agricoles et alimentaires. Il se fait connaitre notamment pour son engagement contre les néonicotinoïdes, « tueurs d’abeilles » et est à l'origine de la loi visant à mieux encadrer l’utilisation des produits phytosanitaires sur le territoire national, dite « loi Labbé », qui a été votée en 2014. Au cours de ses deux mandats, il s'oppose au lobbying de la FNSEA et du secteur de l’agrochimie, et dénonce leur influence sur les différents ministres de l’agriculture.
Le 4 décembre 2016, il quitte EELV, expliquant avoir pris cette décision « parce que je n’y crois plus. Je m’en vais, sans claquer la porte, sans rancœur ni reniement », tout en affirmant continuer à porter « les valeurs de l’écologie qui fondent EELV ». 
Le 24 septembre 2017, il est réélu sénateur à la tête de la liste (divers gauche) « Morbihan en transition ». Il choisit ensuite de siéger au sein du groupe du Rassemblement démocratique et social européen, en tant que rattaché administratif. Il rejoint le groupe écologiste, solidarité et territoires à sa création, en septembre 2020. Après deux mandats, il ne se représente pas aux élections sénatoriales de septembre 2023. 

## Mandats

### Sénateur
- Depuis le 1er octobre 2011 jusqu'au 23 septembre 2023 [6]: Sénateur du Morbihan

### Conseiller général
- 18 mars 2001 - 16 mars 2008 : membre du Conseil général du Morbihan (élu dans le canton d'Elven)
- 16 mars 2008 - 30 septembre 2011 : membre du Conseil général du Morbihan

### Conseiller municipal / Maire
- 25 juin 1995 - 18 mars 2001 : maire de Saint-Nolff
- 18 mars 2001 - 16 mars 2008 : maire de Saint-Nolff
- 16 mars 2008 - 23 mars 2014 : maire de Saint-Nolff